# Zadní Pole
Zadní Pole (německy Zadnipole) je osada, součást města Horní Cerekev v okrese Pelhřimov v kraji Vysočina. Nachází se v katastrálním území Těšenov, asi 6,5 km severovýchodně od Horní Cerekve a asi 19 km jihovýchodně od centra Pelhřimova.
V Zadním Poli jsou registrována čtyři čísla popisná: 52, 53, 54 a 55. Zdejší soustavou rybníků protéká bezejmenný potok, který se vlévá do Hraničního potoka. Rybníky v okolí Zadního Pole jsou bezejmenné.